# My Mensae
My Mensae (μ Mensae, förkortat My Men, μ Men) som är stjärnans Bayerbeteckning, är en ensam stjärna belägen i den nordvästra delen av stjärnbilden Taffelberget. Den har en skenbar magnitud på 5,54 och är synlig för blotta ögat där ljusföroreningar ej förekommer. Baserat på parallaxmätning inom Hipparcosuppdraget på ca 6,6 mas, beräknas den befinna sig på ett avstånd på ca 490 ljusår (ca 151 parsek) från solen. På det beräknade avståndet minskas dess skenbara magnitud med 0,09 enheter genom en skymningsfaktor beroende på interstellärt stoft.

## Egenskaper
My Mensae är en blå till vit jättestjärna i huvudserien av spektralklass B8 II-III(p Si) med ett spektrum som visar blandade egenskaper av en jättestjärna och en ljusstark jättestjärna. Den kan vara kemiskt ovanlig med en överskott av kisel i dess yttre atmosfär. Den har en radie som är ca 3,3 gånger större än solens och utsänder från dess fotosfär ca 216 gånger mera energi än solen vid en effektiv temperatur av ca 12 500 K.